# Зайд ібн Харіса
Зайд ібн Харіса (араб. زيد بن حارثة) Роки життя 588- 629 н.е.
Видатний ісламський діяч, сподвижник, один з перших мусульман і лише один чиє ім'я написано у самому Корані. Був військовим лідером, загинув у боях при Му'ті.
"Клянуся Аллахом, Зайд Ібн Харіса був гідний дорученої йому справи і був моїм улюбленцем серед людей" - Мухаммад, посланник Аллаха.

## Біографія— Полон
Суад, дочка Саалаба, зібралася відвідати своє плем'я бану Маан. В дорозі її супроводжував її восьмирічний син Зайд Ібн Харіса аль-Каабі.
Тільки-но вона розташувалася у своїх родичів, як на їх плем'я напала кіннота племені бану аль-Кайнов. Вони пограбували все майно, захопили верблюдів і взяли полонених…
У числі полонених, уведених грабіжниками, був і син Суади Зайд Ібн Харіса. Викрадачі виставили його на продаж на ярмарку Указ, де його за чотириста дирхемів купив один з багатих курайшитських вождів Хакім Ібн Хазам Ібн Хувайлід.
Коли він повернувся до Мекки, його тітка, Хадіджа бінт Хувайлід, зайшла до нього привітатися і поговорити. Хакім сказав їй: — Послухай, тітонька, на ярмарку Указ я купив групу хлопчиків. Вибирай собі будь-якого, який тобі сподобається. Це буде мій подарунок тобі.
Пані Хадіджа уважно придивилася в обличчя хлопчиків і вибрала Зайда Ібн Харіса, відзначивши про себе його розумний погляд. Потім, забравши з собою хлопчика, вона пішла.
Незабаром Хадіджа вийшла заміж за Мухаммада Ібн Абдуллаха. Захотівши обдарувати чоловіка гарним подарунком, Хадіджа вибрала Зайда Ібн Харіса і подарувала його чоловікові.
Таким чином Зайд потрапив під опіку Мухаммада Ібн Абдуллаха, постійно перебуваючи в його благородному суспільстві і долучаючись до його високої моралі.
В один із сезонів паломництва група людей з племені Зайда прибула на священну Землю. Обходячи старе святилище, вони віч-на-віч зіткнулися з Зайдом. Люди впізнали Зайда, а він впізнав їх. Між ними зав'язалася жвава розмова, і з обох боків посипалися запитання. Закінчивши обряди паломництва, люди повернулися додому і розповіли Харісу, батьку Зайда, про те, що бачили, і про те, що чули.
Харіса із своїм братом негайно зібрався в дорогу, захопивши з собою достатньо коштів, щоб викупити свого сина. Прибувши у Мекку, вони прийшли до Мухаммада і запропонували йому чи мали викуп, натомість Мухаммад запитав їх: — А хто цей ваш син, про якого ви говорите?
Брати відповіли: — Це хлопчик, який знаходиться у тебе. Його звуть Зайд Ібн Харіса. — А чи є у вас те, що краще за викуп? — Запитав їх Мухаммад. — А що саме?! — Вигукнули брати.
Мухаммад сказав: — Покличте його до себе. Нехай він сам вибере між мною і вами. Якщо він вибере вас, то він ваш без всяких грошей. Якщо ж він вибере мене, то, клянуся Аллахом, я погоджуся з цим.
Брати сказали: — Це більш ніж справедливо.
Мухаммад викликав Зайда і запитав його: — Хто ці люди?
Зайд відповів: — Це мій батько Харіса Ібн Шурахіл, а це мій дядько Кааб.
Мухаммад сказав: — Я даю тобі право вибору: якщо хочеш, відправляйся з ними, або ж залишайся у мене.
Зайд відразу ж без найменших вагань сказав: — Звичайно ж, я залишаюся з тобою.
Батько Зайда вигукнув: — Горе тобі, про Зайд! Ти віддав перевагу рабству над своїм батьком і своєю матір'ю?!
Зайд відповів: — Цей чоловік дав мені щось, і я ніколи не розлучуся з ним.
Побачивши таку поведінку Зайда, Мухаммад взяв його за руку і привів на священну територію. Ставши поряд з ним біля Каменя на очах у курайшитів, Мухаммад звернувся до них: — О плем'я курайшитів! Я засвідчую, що це мій син і мій спадкоємець …
Почувши цю урочисту клятву, заспокоїлися душі батька Зайда і його дядька. Залишивши дитину у Мухаммада, вони, заспокоєні і задоволені, повернулися до свого племені.
З цього дня Зайд Ібн Харіса отримав ім'я Зайд Ібн Мухаммад.

## Прийняття Ісламу
Зайд прийняв іслам третім, після Хадіджи та Алі ібн Абі Таліба.

## Гіджра
У 622 році, Зайд, пересилився до Ясрібу (пізніше перейменовану на Мадіну) з іншою, тоді ще невеликою, групою мусульман

## Загибель
У восьмому році по Гіджрі (629 р.) Посланник Аллаха направив аль-Харіса Ібн Умайра аль-Азді зі своїм посланням до правителя Бусри, в якому закликав його прийняти іслам. Коли аль-Харіс досяг Мути на сході Йорданії, на нього напав один з гассанідскіх емірів Шурахбіль Ібн Амру. На аль-Харіса наділи кайдани, а потім стратили.
Цей інцидент дуже розгнівав Пророка, так як його посланців ніколи не вбивали.
Зібравши армію з трьох тисяч бійців для походу на Муту, посланник Аллаха призначив командувачем Зайда Ібн Харіса, сказавши при цьому: "Якщо Зайд впаде на полі бою, то командування переходить до Джаафара ібн Таліба. Якщо Джаафар буде убитий, то командування перейде до Абдуллаха Ібн Равахи. Якщо ж і Абдуллах буде вражений, то нехай тоді самі мусульмани виберуть свого командувача".
Візантійський імператор Іраклій на чолі стотисячної армії виступив на захист гассанідів. До його армії приєдналося ще сто тисяч арабських язичників. Це величезне військо розташувалося неподалік від позицій мусульман.
Дві армії зійшлися на землі Мути. Мусульмани билися з такою відвагою, яка вразила візантійців, а їхні серця сповнилися повагою до цих трьом тисячам бійців, які виступили проти двохсот тисячної армії. З небаченим в історії воєнним героїзмом Зайд Ібн Харіса бився під стягом посланника Аллаха, поки сотні копій не прокололи його тіло, і він, обливаючись кров'ю, бездиханним впав на поле бою.
Таким чином Зайд був убитий, як і два інших військових лідера, Джафар ібн Абі Таліб і Абдуллах ібн Раваха. Він був першим мусульманином, якого вбили на території іноземної держави.